# Ire (album)
Ire è il quinto album in studio del gruppo musicale australiano Parkway Drive, pubblicato il 25 settembre 2015 dalla Epitaph Records e dalla Resist Records.

## Tracce
1. Destroyer – 4:47
2. Dying to Believe – 3:12
3. Vice Grip – 4:23
4. Crushed – 4:46
5. Fractures – 5:32
6. Writings on the Wall – 4:23
7. Bottom Feeder – 4:20
8. The Sound of Violence – 3:24
9. Vicious – 4:21
10. Dedicated – 3:23
11. A Deathless Song – 5:53

Tracce bonus nell'edizione deluxe
1. Devil's Calling – 3:26
2. Into the Dark – 3:30
3. A Deathless Song (feat. Jenna McDougall) – 4:00

## Formazione
Parkway Drive
- Winston McCall – voce
- Jeff Ling – chitarra solista
- Luke Kilpatrick – chitarra ritmica
- Jia O'Connor – basso
- Ben Gordon – batteria, percussioni

Altri musicisti
- George Hadji-Christou – arrangiamenti orchestrali
- Greg Weeks – violoncello, arrangiamenti orchestrali
- Tim Millar – pianoforte
- Christian Vachon – violino
- Maria Demacheva – violino

Produzione
- George Hadji-Christou – produzione
- Dean Hadji-Christou – ingegneria del suono
- Kevin Dietz – assistenza all'ingegneria del suono
- Peter Rutcho – missaggio
- Ted Jensen – mastering

## Classifiche
| Classifica (2015)          | Posizione massima |
| -------------------------- | ----------------- |
| Australia                  | 1                 |
| Austria                    | 11                |
| Germania                   | 8                 |
| Nuova Zelanda              | 15                |
| Paesi Bassi                | 75                |
| Regno Unito                | 23                |
| Regno Unito (independent)  | 4                 |
| Regno Unito (rock & metal) | 3                 |
| Stati Uniti                | 29                |
| Stati Uniti (digital)      | 17                |
| Stati Uniti (hard rock)    | 1                 |
| Stati Uniti (independent)  | 3                 |
| Stati Uniti (rock)         | 4                 |
| Svezia                     | 60                |
| Svizzera                   | 12                |

### Classifiche di fine anno
| Classifica (2015) | Posizione |
| ----------------- | --------- |
| Australia         | 44        |